# David Copperfield (romanzo)
David Copperfield è un romanzo scritto da Charles Dickens, pubblicato per la prima volta mensilmente su rivista tra il 1849 e il 1850. Il titolo originale dell'opera è The Personal History, Adventures, Experience and Observation of David Copperfield the Younger of Blunderstone Rookery (Which He Never Meant to Be Published on Any Account).

## Pubblicazione
(Charles Dickens, dalla Prefazione all'edizione del 1867)

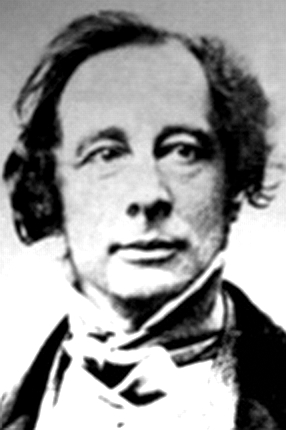
Ritratto di Dickens nel 1852, poco dopo aver terminato la pubblicazione del David Copperfield

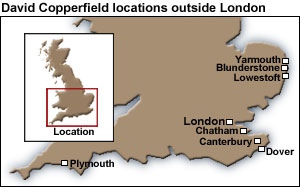
L'Inghilterra di David Copperfield

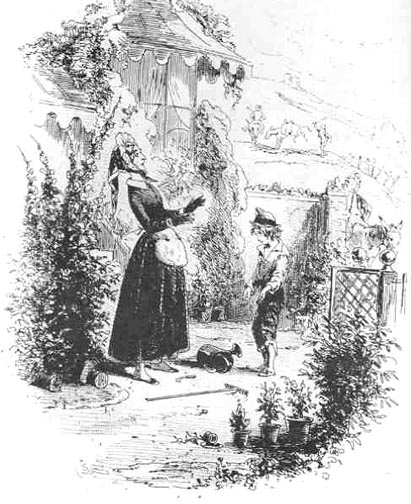
La zia Betsey Trotwood in una tavola originale di Phiz del 1850.

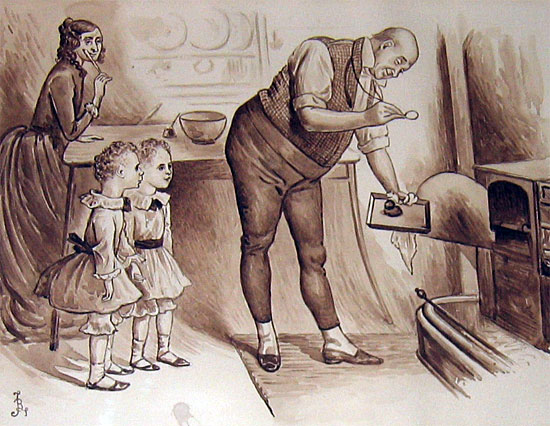
I coniugi Micawber assieme alle loro due figlie in un'illustrazione di Fred Barnard.

Come quasi tutti i lavori di Dickens, il romanzo è stato pubblicato a puntate mensili su un giornale di proprietà dello stesso scrittore, riscuotendo subito un enorme successo. Molti degli elementi del romanzo si ispirano ad eventi della vita stessa dell'autore; esso, infatti, si può considerare l'autobiografia romanzata della vita del grande scrittore ottocentesco, il più autobiografico tra tutti i libri da lui scritti.
L'opera inoltre viene considerata una industrial novel, perché in essa si riflette la miseria vissuta durante la rivoluzione industriale, quando era molto diffuso lo sfruttamento dei lavoratori nelle fabbriche. L'illustratore della prima edizione fu Phiz, uno dei più importanti illustratori delle opere di Dickens.
| Numero | Data | Capitoli |
| ------ | --- | -------- |
| I      | maggio 1849 | 1-3      |
| I      | - Sono nato - Prime osservazioni - Un nuovo ambiente |          |
| II     | giugno 1849 | 4-6      |
| II     | - Cado in disgrazia - Vengo mandato via di casa - Allargo la cerchia delle mie conoscenze                                                                                             |          |
| III    | luglio 1849 | 7-9      |
| III    | - Il mio "primo semestre" a Salem House - Vacanze. In particolare un felice pomeriggio - Ho un memorabile compleanno                                                                  |          |
| IV     | agosto 1849 | 10-12    |
| IV     | - Vengo prima abbandonato e poi sistemato - Comincio a vivere per conto mio, e ciò non mi piace - Continuando a vivere per conto mio nello stesso modo, prendo una grande risoluzione |          |
| V      | settembre 1849 | 13-15    |
| V      | - Le conseguenze della mia risoluzione - Mia zia decide qualcosa per me - Comincio di nuovo                                                                                           |          |
| VI     | ottobre 1849 | 16-18    |
| VI     | - Divento, sotto molti aspetti, un altro ragazzo - Ritorna qualcuno - Una occhiata retrospettiva                                                                                      |          |
| VII    | novembre 1849 | 19-21    |
| VII    | - Mi guardo attorno e faccio una scoperta - La casa di Steerforth - Piccola Emily |          |
| VIII   | dicembre 1849 | 22-24    |
| VIII   | - Vecchie situazioni e gente nuova - Confermo le impressioni di Mr. Dick e scelgo una professione - La mia prima dissipazione                                                         |          |
| IX     | gennaio 1850 | 25-27    |
| IX     | - Buoni e cattivi angeli - Cado in cattività - Tommy Traddles |          |
| X      | febbraio 1850 | 28-31    |
| X      | - La sfida di Mr. Micawber - Una nuova visita a casa di Steerforth - Una perdita - Una più grande perdita                                                                             |          |
| XI     | marzo 1850 | 32-34    |
| XI     | - L'inizio d'un lungo viaggio - Felice - Mia zia mi stupisce |          |
| XII    | aprile 1850 | 35-37    |
| XII    | - Depressione - Entusiasmo - Un po' d'acqua fredda |          |
| XIII   | maggio 1850 | 38-40    |
| XIII   | - La dissoluzione d'una società - Wickfield e Heep - Il viandante |          |
| XIV    | giugno 1850 | 41-43    |
| XIV    | - Le zie di Dora - Una malvagità - Un'altra retrospettiva |          |
| XV     | luglio 1850 | 44-46    |
| XV     | - La nostra vita domestica - Mr. Dick realizza le profezie di mia zia - Delle notizie                                                                                                 |          |
| XVI    | agosto 1850 | 47-50    |
| XVI    | - Martha - Vicende domestiche - Avvolto da un mistero - S'avvera il sogno di Mr. Peggotty                                                                                             |          |
| XVII   | settembre 1850 | 51-53    |
| XVII   | - L'inizio d'un viaggio più lungo - Assisto ad una esplosione - Ancora una retrospettiva                                                                                              |          |
| XVIII  | ottobre 1850 | 54-57    |
| XVIII  | - Le transazioni di Mr. Micawber - Tempesta - La nuova e l'antica ferita - Gli emigranti                                                                                              |          |
| XIX-XX | novembre 1850 | 58-64    |
| XIX-XX | - Assenza - Ritorno - Agnes - Incontro due interessanti penitenti - Splende una luce sulla mia strada - Un visitatore - Un'ultima retrospettiva                                       |          |

## Trama
La storia ripercorre per intero la vita di David, dall'infanzia alla maturità. Nato a Blunderstone, una cittadina della contea di Suffolk nei pressi di Great Yarmouth in Inghilterra, nel 1820, sei mesi dopo la morte del padre, David è costretto a trascorrere i primi anni d'infanzia senza la presenza di una solida e sicura figura paterna. Egli vive però felicemente solo con la giovane madre e la buona governante Peggotty.
Quando ha ormai compiuto sette anni, la madre conosce Mr. Murdstone, un uomo severo, freddo e inflessibile, che deciderà, sentendosi sola, di sposare; ancora più intrattabile e crudele è sua sorella zitella Jane Murdstone, che va a vivere con loro. Il bambino dimostra di non provare alcuna simpatia né per il patrigno né per la sorella di lui, i quali non accettano il suo atteggiamento. Murdstone, con la scusa che il figliastro non è abbastanza diligente negli studi, non esita a picchiarlo con una canna (caning), affermando che ciò non può fargli altro che bene, come ha fatto bene a lui ai suoi tempi. Tuttavia, a seguito di una di queste frequenti punizioni corporali, David gli morde una mano e a quel punto, per infliggergli un ulteriore castigo, il patrigno allontana il bambino dalla madre e lo manda in un collegio privato gestito da un suo conoscente. Durante il viaggio il vetturino Barkis rivela il suo amore per Peggotty, e lei decide di sposarlo.
Qui, a "Salem House", David fa la conoscenza di Steerforth, un ragazzo più grande ammirato dalla maggior parte degli alunni, e Traddles, che rimarranno sempre i migliori amici di David. Il severo e spietato preside Creakle è autore di continue angherie contro i ragazzi e, spesso e volentieri, fa anch'egli ricorso alle punizioni corporali. Tornato a casa per le vacanze, David trova un nuovo fratellino e una madre completamente oppressa dal marito, succube e priva di volontà, che muoiono entrambi poco tempo dopo. Poco dopo inizia a subire pressioni e violenze psicologiche da Mr. Murdstone e da sua sorella.
David è di conseguenza costretto a lasciare il collegio e viene mandato a lavorare come garzone in una fabbrica situata a Blackfriars, il cui proprietario è un commerciante di vini amico e socio d'affari di Mr. Murdstone Intanto, la ex governante Peggotty si sposa con il carrettiere Mr. Barkis. In questo periodo il giovane David alloggia presso la famiglia Micawber. Mr. Micawber, uomo tanto buono e innocuo quanto finanziariamente inetto, non essendo in grado di badare alle spese di casa, è arrestato per debiti e rinchiuso presso la "King's Bench Prison" di Southwark (uno dei distretti a sud di Londra), dove rimane parecchi mesi prima d'essere rilasciato. Tornato in libertà, si trasferisce con l'intera famiglia a Plymouth.
David decide di scappare da Londra e, dopo mille avventure, raggiunge Dover, dove si reca all'abitazione di una lontana zia, l'unica parente che gli è rimasta, l'eccentrica e capricciosa ma affettuosa Betsey Trotwood, donna che, da quando si è separata dal marito, odia gli uomini e tutto ciò che è maschile; costei ospita in casa uno strano coinquilino chiamato Mr. Dick. Nonostante il tentativo perpetrato da Murdstone di riottenere la custodia del figliastro, alla fine è la vecchia zia ad accoglierlo con sé.
Il signor Dick é eccentrico e non riesce a smettere di pensare a re Carlo Primo. É come un bambino ma molto affezionato a Mrs. Trotwood. Lei riesce a pagare a David gli studi presso il dottor Strong e sua moglie Annie, e l'affitto di una stanza presso un avvocato, Mr. Wickfield, dove il ragazzo fa amicizia con la figlia di lui, Agnes.
Uriah Heep, contabile di Mr. Wickfield, inquieta David con il suo atteggiamento apparentemente umile e modesto, ma in realtà viscido. Gli anni di studio passano sereni e la confidenza con Agnes é sempre più forte. Lei lo prende in giro per i suoi piccoli amori e gli parla delle preoccupazioni per il padre che beve.
A 17 anni David termina gli studi e deve decidere che carriera intraprendere. Incontra l'amico Steerforth, che lo invita a casa sua, dove conosce la signorina Rosa Dartle, che fa sempre domande su tutto. Poi David e Steerforth vanno insieme a trascorrere un periodo a Yarmouth e la loro amicizia si rafforza. David rimane colpito da quanto é cresciuta Emily. La ragazza é promessa in sposa a suo cugino Ham.
David torna in città e incomincia il tirocinio presso lo studio legale "Spenlow & Jorkins" e vive in un appartamento da solo, con qualche difficoltà di organizzazione. Agnes é preoccupata per le manovre del subdolo contabile Uriah Heep, che vuole diventare socio di suo padre. David parla con Uriah, lui dice sempre di essere troppo umile ma é chiaro che vuole diventare socio e vuole inoltre sposare Agnes.
David conosce la figlia del noto avvocato Mr. Spenlow, Miss Dora, finendo per innamorarsene. Incontra Traddles, ingenuo e generoso, che é amico di Micawber, il quale lo sfrutta per avere soldi. Il signor Micawber passa in un attimo dalla disperazione per debiti alla grande allegria ed é sempre in attesa di una opportunità che valorizzi il suo grande talento. Dopo tanto tempo David incontra di nuovo Steerforth, che lo invita di nuovo a casa sua. 
David decide di tornare a Yarmouth perché il signor Barkis sta molto male. Il signor Barkis muore ma la sera del funerale si scopre che Emily é sparita. Il romantico ma egoista Steerforth seduce, a insaputa dell'amico, la giovane  e poco tempo prima delle nozze i due amanti fuggono nella notte.  
La notizia di diffonde in tutto il paese. Il signor Peggotty é determinato a trovare la figlia. La signorina Mowcher complice involontaria di Steetforth si dispera. David e il signor Peggotty vanno dalla madre di Steetforth, ma lei prende le difese del figlio. Il signor Peggotty parte per cercarla e Peggotty rimane con David. 
David decide di dichiararsi a Dora e i due si fidanzano ufficialmente, grazie a un'amica di lei, la signorina Miler. Però poi la zia di David si dichiara in fallimento per investimenti sbagliati e viene a stare da David con il signor Dick. 
David cerca di annullare l'apprendistato e trovare un altro lavoro. Contrattando riesce a migliorare la sua situazione. É disperato perché é povero e deve rinunciare a Dora. Ma si mette d'impegno e trova un altro lavoro con il suo ex professore. É molto determinato a sconfiggere ogni difficoltà. Anche il signor Dick riesce a lavorare. Il signor Micawber lavora come segretario di Uriah Heep. 
David prova a parlare a Dora delle sue difficoltà economiche ma lei é stata cresciuta come una bambina e non vuole sentire parlare delle cose pratiche della vita. Mr. Spenlow scopre le lettere che David ha mandato a Dora, e lo rimprovera dicendo che questo amore é una sciocchezza che deve finire. Pochi giorni dopo però Mr. Spenlow muore, Dora é disperata e si sente in colpa per aver amato di nascosto e non vuole sentire parlare di David. 
David vede il signor Wickfield sempre più in balia di Uriah Heep, che gli chiede anche la mano della figlia, ma lui rifiuta. Il signor Peggotty si dedica a lungo a ricercare le tracce della nipote. 
Agnes suggerisce a David di parlare con le zie di Dora, che approvano il suo corteggiamento. Dora si riprende ed é felice. Uriah Heep rivela al dottore che sua moglie lo tradisce per allontanare Agnes dalla sua amica e poterla corteggiare, ma Agnes dice a David che non ha nessuna intenzione di sposare Uriah. 
David diventa cronista parlamentare e sposa la bella ma ingenua Dora. Il suo matrimonio avviene come in sogno. La vita domestica si rivela complicata perché Dora é una moglie bambina che non riesce ad occuparsi di nessuna faccenda domestica e non sopporta di fare discorsi seri con David. Lui decide di tenerla come una bambina e di prendersi cura di lei con affetto.
Il signor Dick risolve la situazione costringendo Annie e il dottor Strong a parlare. Si scopre che lei non lo ha mai tradito.
Rosa Dartle scopre che Emily é stata abbandonata da Steetforth e di lei si sono perse le tracce. Il signor Peggotty chiede aiuto a un'amica (una prostituta di nome Martha Endell), disperata e in cerca di riscatto.
David diventa un famoso scrittore, rinuncia a cercare di formare il carattere di Dora. Lei si ammala.
Il signor Micawber é molto agitato, David gli fa rivelare che sta cercando di smascherare le manovre di Uriah Heep. Emily alla fine viene ritrovata da Martha. Rosa Dartle va a casa sua e la tratta duramente.
Il signor Peggotty decide di emigrare in Australia per dare una nuova vita ad Emily. Lei non si sposa più e deve dimenticare tutte le sofferenze patite.
Micawber, lavorando come segretario, trova le prove di tutti i misfatti compiuti da Uriah Heep e li svela facendosi aiutare dall'avvocato Traddles.
Muore Dora, ma é serena perché sa di essere stata molto amata. Traddles riesce a recuperare tutti soldi che Uriah aveva rubato, i Mecawer si preparano a emigrare.
Emily scrive una lettera d'addio per Ham, David gliela porta ma c'è una terribile tempesta e Ham muore nel tentativo di salvare una nave naufragata. Nel naufragio muore Steetforth. David da la notizia alla madre di Steetforth e Rosa Dartle rivela di averlo sempre amato, invece nasconde la notizia al Signor Peggotty e Emily, che emigrano.
David va all'estero, e capisce di amare Agnes, ma ormai é tardi. Torna dopo tre anni e trova Traddles sposato. Dice ad Agnes che lei é sempre stata il suo punto di riferimento. In prigione incontra Uriah e Littimer che stanno benissimo e fanno finta di essere pentiti.
Alla fine del libro David sposa Agnes, che da sempre era segretamente innamorata di lui. Il signor Peggotty torna dall'Australia e racconta che tutti stanno benissimo e hanno fatto fortuna. Tutti i personaggi vivono sereni, gli anni passano e David e Agnes sono molto felici.

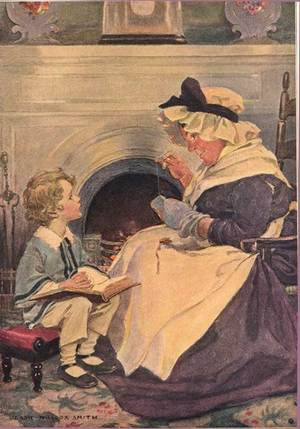
David assieme a Peggotty

## Personaggi
David Copperfield mette in scena più di una settantina di personaggi conosciuti e chiamati col loro nome, più una ventina d'altri individuabili sia per la loro funzione (padrone di casa, cameriere alla locanda, marinaio) o, anonimamente, solo attraverso la loro presenza (molti bambini, ad esempio). Infine alcuni personaggi, anche se molto presenti, son conosciuti solo tramite il cognome (Barkis, il futuro marito di Clara Peggotty, o il dottor Chillip).

### Protagonisti

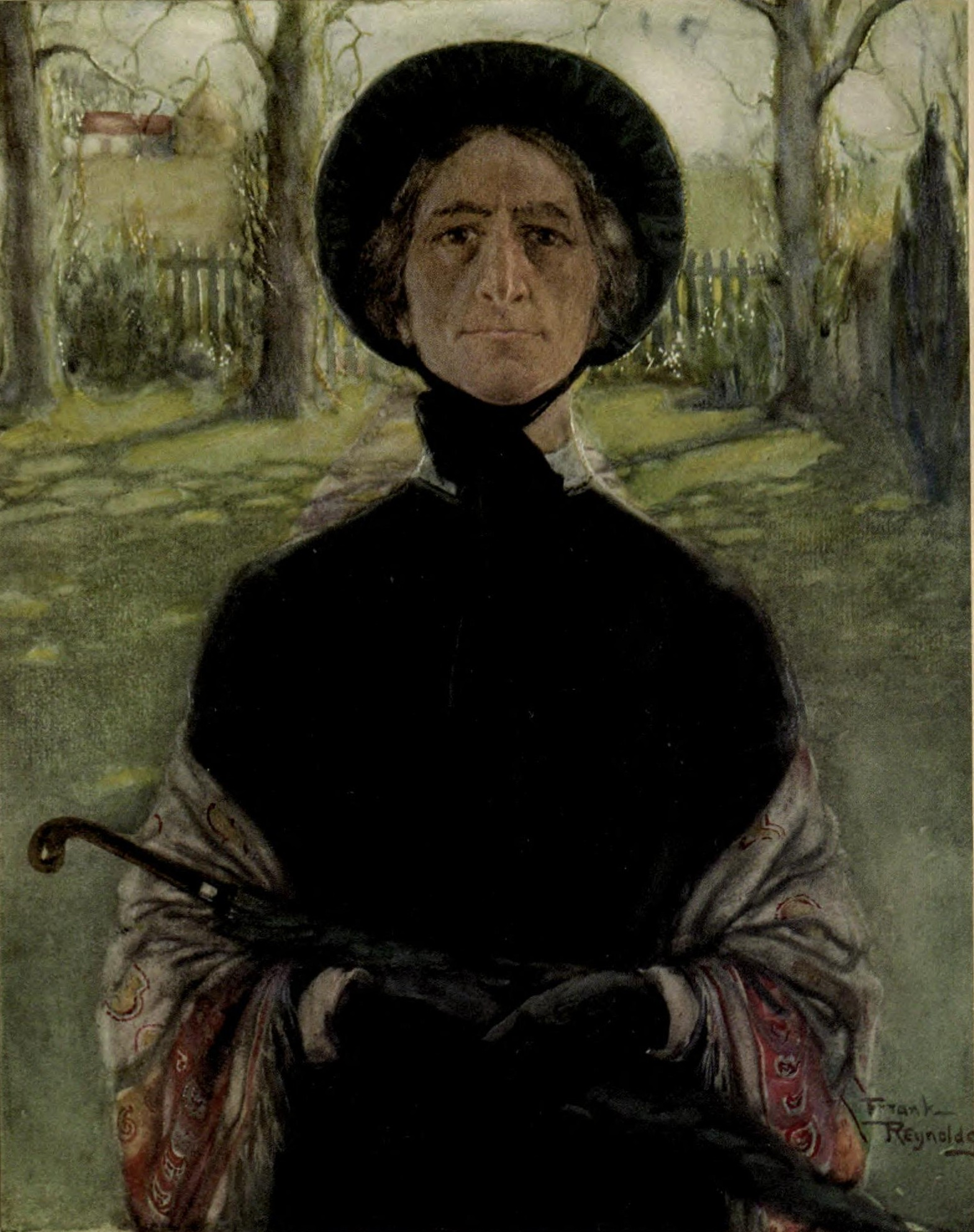
Betsey, ritratto di Frank Reynolds

- David Copperfield: Il personaggio protagonista del romanzo. Dopo aver trascorso felicemente l'infanzia assieme alla madre Clara e alla fedele domestica Peggotty, viene costretto dal patrigno a frequentare un duro collegio e poi a lavorare nell'industria di un suo amico; si rifugia quindi in seguito dalla zia Betsey, studia a Canterbury e viene ospitato dall'avvocato Wickfield; iniziato il tirocinio presso lo studio legale "Spenlow e Jorkins", sposa Dora, la figlia del proprietario, la quale però muore poco dopo. Dopo un periodo di depressione conosce la fortuna letteraria e sposa Agnes Wickfield. Egli ha molti nomignoli: Steerforth lo chiama "Daisy" o "Fiorellino", Dora invece "Doady", mentre la zia Betsey "Trot" (diminutivo di Betsey Trotwood Copperfield, nome che avrebbe voluto dare al nipote se fosse nato femmina).
- Clara Peggotty (poi Barkis): Fin dall'inizio della storia è la domestica della famiglia Copperfield, a cui è molto affezionata, nonostante i frequenti litigi con Clara; i primi ricordi di David risalgono a lei e alla sensazione provata nel toccare il suo pollice irruvidito dall'ago, e di quando egli le sillaba un libro sui coccodrilli che conserva come una reliquia. Proviene da una famiglia povera che vive in riva al mare dentro una barca molto ben adattata ad abitazione. Dopo la morte del marito Barkis, e grazie alla cospicua somma ereditata, aiuta David a tener in ordine la propria stanza mentre vive a Londra: in seguito torna a Yarmouth a tener la casa per il nipote Ham. Dopo la morte di quest'ultimo andrà a vivere con Betsey e a lavorare per lei.

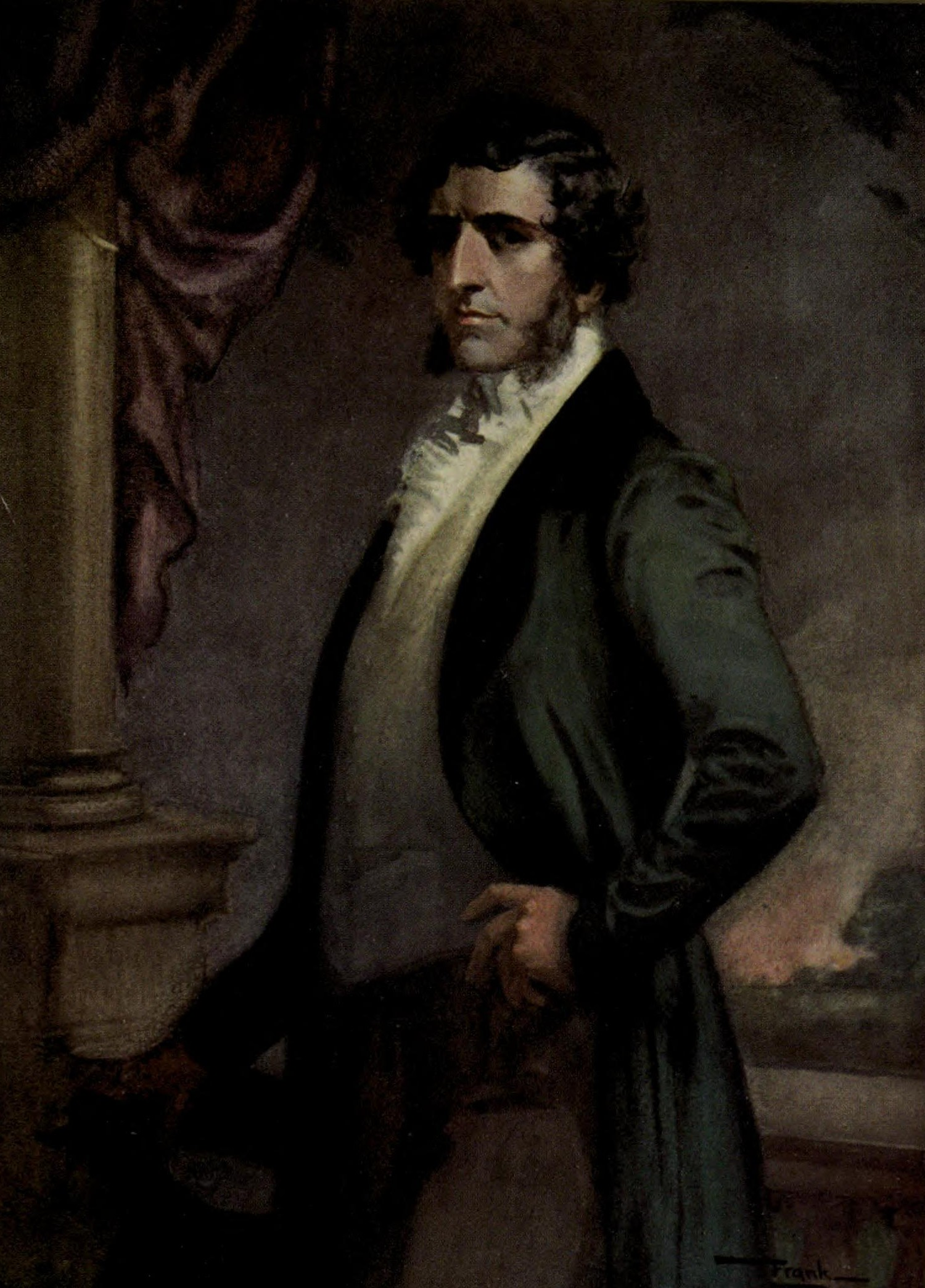
Edward Murdstone

- Betsey Trotwood: La prozia paterna di David, di carattere piuttosto capriccioso ed arcigno in apparenza ma alla fine di buon cuore, assiste alla nascita del nipote, spaventando a morte con la propria personalità irruenta la madre del nascituro, e se ne va senza profferir motto non appena le viene detto che si tratta d'un maschio. Ospita temporaneamente David quando il ragazzo fugge, nella sua casa di Dover, dove vive assieme ad uno strano inquilino di nome Mr. Dick, un tipo che d'altra parte sembra rispettare molto, infine trova per David l'alloggio presso Wickfield; difenderà a spada tratta David, affrontando Murdstone che è venuto per riprenderselo. Era sposata con un uomo da cui si è successivamente separata (e da dopo la separazione ha iniziato a mal sopportare tutto ciò che è legato agli uomini) ma che continua ad amare e a cui, nonostante lo spavento che prova ogni volta che il marito appare, presta consistenti somme di denaro varie volte all'anno purché lui non si faccia rivedere, e fa credere a tutti d'esser vedova per nascondere l'esistenza di questo marito buono a nulla.
- Edward Murdstone: Antagonista principale di David per tutta la prima metà del romanzo, è il secondo marito di Clara Copperfield. Ha un carattere estremamente duro e severo e si rivela essere un patrigno crudele, che punisce a colpi di frusta il bambino, accusato di rimanere indietro con lo studio. Maltratterà anche Clara, tanto da farla morire; dopo la morte della moglie erediterà la casa, divenendone di fatto il solo ed unico padrone. Cercherà il più possibile di allontanare David dal suo nucleo familiare, mandandolo per circa un anno in collegio e poi, dopo la morte di Clara, a lavorare nel suo deposito di vini e liquori a Londra, dove gli viene assegnato il compito di pulire le bottiglie vuote. Non esita a recarsi da Betsey per chieder indietro David scappato a casa sua. Verso la conclusione si viene a sapere che è riuscito a sposare un'altra giovane donna e che continua ad applicare anche con lei i suoi vecchi principi della "fermezza".

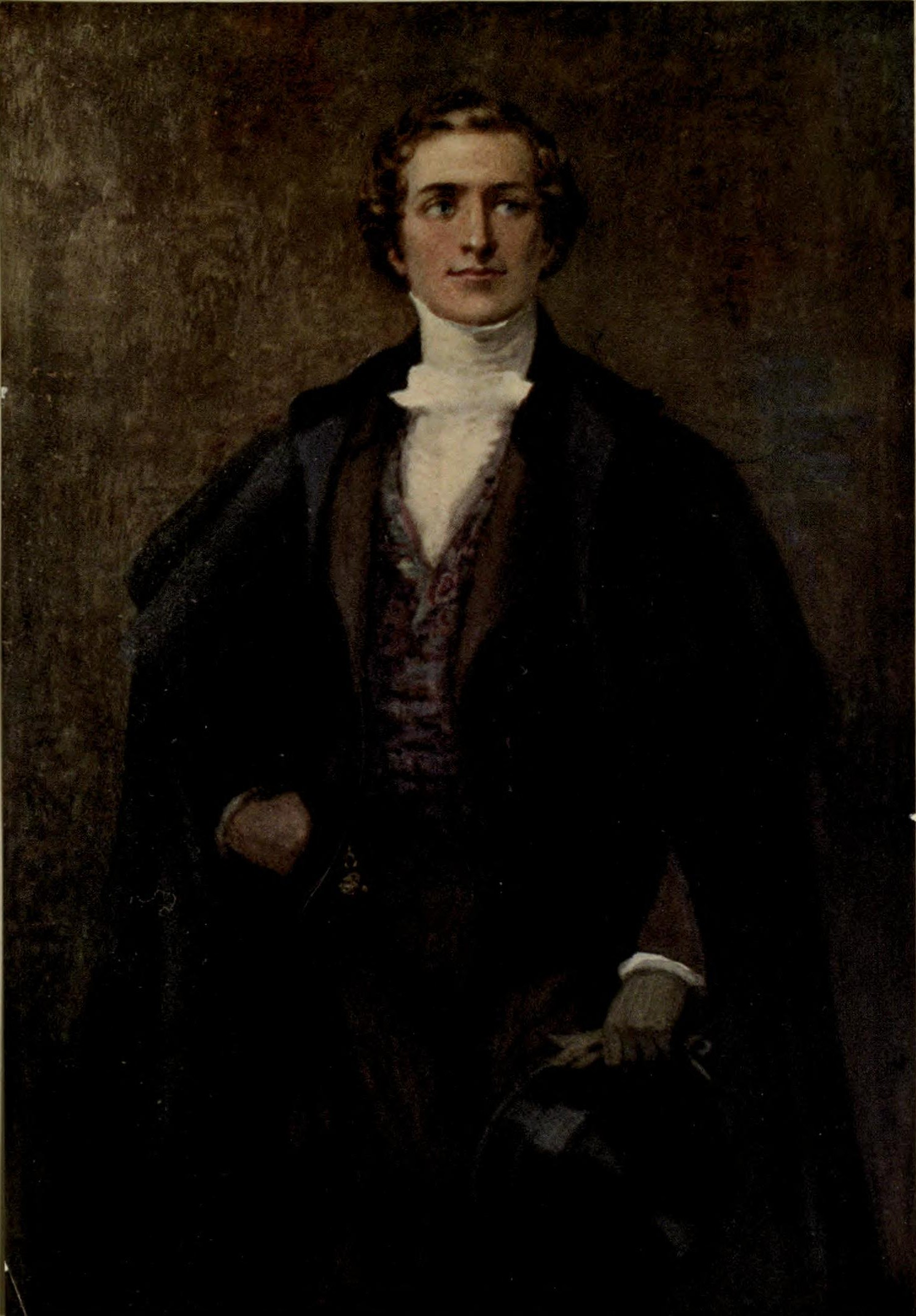
James Steerforth, ritratto di F. Reynolds

- James Steerforth: Discendente di una ricca famiglia, da cui è molto ammirato, compagno di scuola di David (i due si incontrano già nei primi giorni a Salem House); è un tipo carismatico e davvero senza peli sulla lingua, molto ammirato da tutti i ragazzi, ma dimostra anche di essere pur sempre un personaggio snob che sfrutta senza esitazione i suoi compagni più giovani. Usa le conoscenze altolocate della madre per far licenziare il bravo insegnante Mr. Mell, con cui era entrato in discussione. Cresciuto, diventa un giovane uomo benvoluto e bello, ma dimostra d'esser privo di coscienza etica, e si rivela infido perché prima seduce Emily e scappa con lei per poi abbandonarla. Alla fine annega a Yarmouth in un naufragio.
- Wilkins Micawber: Un signore altamente melodrammatico, abbastanza sciocco e sempliciotto ma di gran cuore: presso di lui alloggia il piccolo David durante il periodo di lavoro nella fabbrica "Murdstone e Grinby". Eternamente indebitato, soffre di perenni difficoltà finanziarie, e grazie all'aiuto del giovane coinquilino e della moglie Emma riesce infine ad uscir dai guai. Dopo aver aiutato Wickfield, del quale diventa assistente, smascherando il viscido Uriah Heep, di cui prende il posto, emigra in Australia assieme ad Emma ed ai suoi due figli; qui riesce a giungere al tanto agognato successo, come David apprende grazie ad un articolo di giornale che gli viene mostrato da Daniel Peggotty, in qualità di allevatore di pecore. Questo personaggio è basato sulla figura del padre di Dickens, John, anche lui arrestato per debiti quando il figlio era appena un ragazzo.

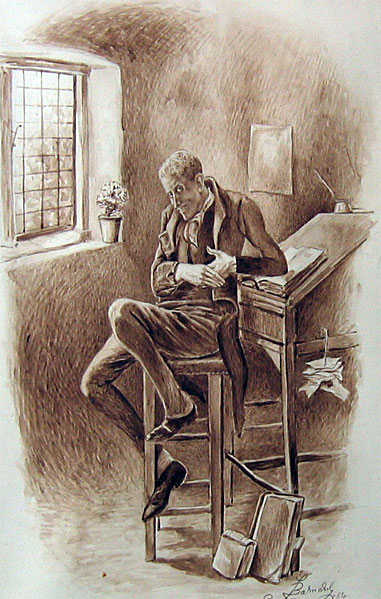
Uriah Heep in un'illustrazione di Fred Barnard del 1870 circa.

- Uriah Heep: Antagonista principale della seconda parte del romanzo, è un giovane dall'aria inquietante che è prima contabile e in seguito socio in affari di Wickfield; falsifica documenti e sottrae somme di denaro a scapito del padrone, dopo averlo convinto con l'inganno d'aver rubato i soldi a lui affidatigli da vari clienti (tra i quali vi è anche Betsey). Ambisce alla mano di Agnes, ma viene alla fine incastrato da Micawber con l'aiuto di Traddles. Archetipo dell'ipocrisia viscida e mentitrice, sembra essere estremamente auto-ironico, ma rivela a poco a poco il suo carattere malvagio e contorto: viene accusato di frode multipla, falsificazione di firma ed appropriazione indebita del patrimonio personale dell'anziano avvocato, ed è costretto a restituire i documenti falsi e i capitali sottratti. Nutre un odio profondo per molti personaggi, tra cui David: viene infine messo in prigione per un tentativo di frode ai danni della Banca d'Inghilterra.

### Personaggi secondari
- Clara Copperfield (poi Murdstone): Madre di David, dal carattere molto dolce e descritta come innocentemente infantile. Era sposata con un uomo morto pochi mesi prima della nascita del figlio; inizialmente vive soltanto assieme a questi aiutata dalla domestica Peggotty, con la quale litiga spesso fino alle lacrime ma a cui è estremamente affezionata. Successivamente si unisce in seconde nozze con Edward Murdstone, che si rivela presto un uomo dal temperamento crudele e che, dopo averle dato un figlio, conduce alla tomba entrambi a causa dei suoi continui maltrattamenti.David soffre molto della perdita della madre.
- Jane Murdstone: Sorella di Edward, è una zitella acida dal carattere, se possibile, ancora più rigido, crudele ed insensibile del fratello. Arriva a sospettare (peraltro in modo completamente ingiustificato) continuamente che la cognata possa nascondere un amante. Essa appare successivamente nel racconto in qualità di dama di compagnia di Dora Spenlow, la quale però non sembra riporre in lei alcuna fiducia. È lei a scoprire che David e Dora si sono segretamente fidanzati, e a rivelare tutto al padre di Dora, il quale decide di porre termine al fidanzamento poco prima di morire in un misterioso incidente stradale.
- Tommy "Thomas" Traddles: Un altro compagno di scuola e caro amico di David; franco, diretto e generoso, è ricordato anche per la sua passione di disegnare scheletri sulla sua lavagnetta portatile. Spesso frustato dal preside Creakle, nonostante sia un bravo ragazzo, risulta meno popolare di Steerforth ed è uno dei pochi a non fidarsi di quel ragazzo tanto stimato da tutti. Dopo anni incontra nuovamente David e si rivela essergli molto utile poiché, diventato avvocato, su richiesta dell'amico si impegnerà per aiutare Wickfield. Lavora molto seriamente ma deve affrontar tuttavia sempre grandi ostacoli a causa della sua mancanza di denaro e raccomandazioni: riesce infine a farsi un nome ed una carriera utilizzando le sue sole forze, diventa così giudice e sposa il suo vero grande amore, Sophy.
- Emma Micawber: Moglie di Wilkins e madre delle sue due figlie, ha un ottimo carattere e possiede uno spirito molto più pratico del marito; si preoccupa quando questi smette di punto in bianco di confidarsi con lei, ma scopre infine che questo comportamento è dovuto unicamente al fatto che il marito era tutto preso a mettere in trappola Heep. Proviene da una famiglia ricca, che però ha sempre disapprovato il suo matrimonio; lei ha rinunciato ai soldi perché, dice: "Io non lascerò mai Micawber!"

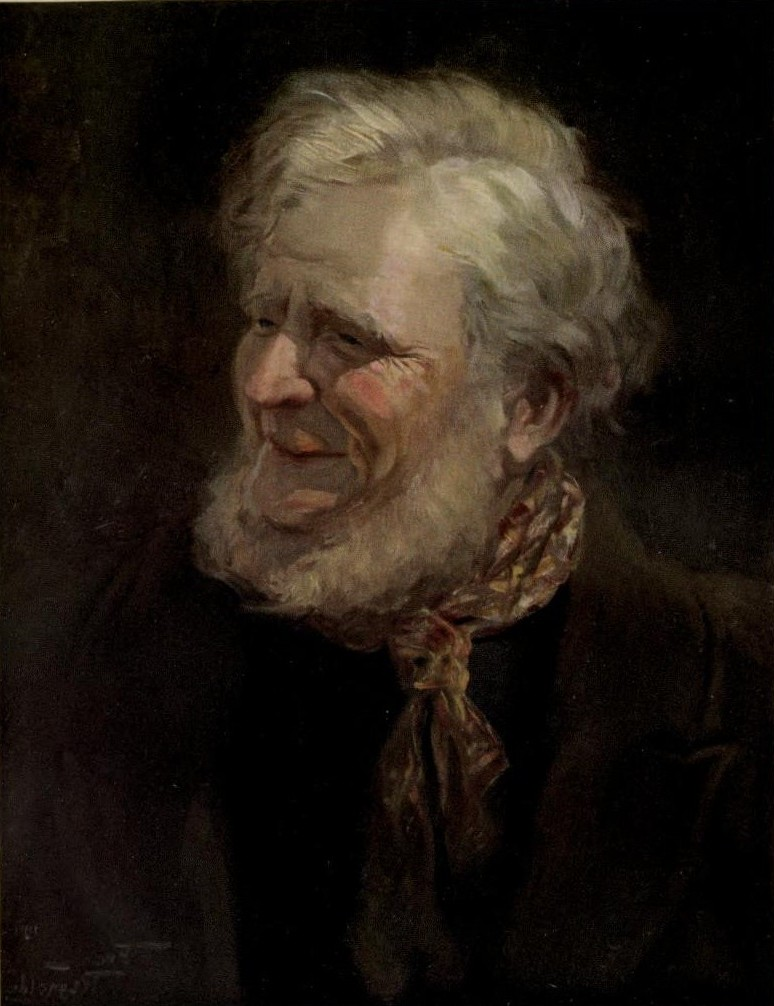
Daniel Peggotty, ritratto di Frank Reynolds (1876-1853)

- Daniel Peggotty: Fratello della domestica di casa Copperfield, è un umile ma generoso pescatore di Yarmouth; è molto affezionato ai suoi nipoti e prende con sé Emily in custodia quando la piccola perde i genitori. Accoglie anche David durante le vacanze estive. Quando Emily fugge con l'amico di David, Steerforth, si mette in viaggio in lungo e in largo per il mondo alla loro ricerca; infine la trova a Londra, ed insieme emigrano in Australia.

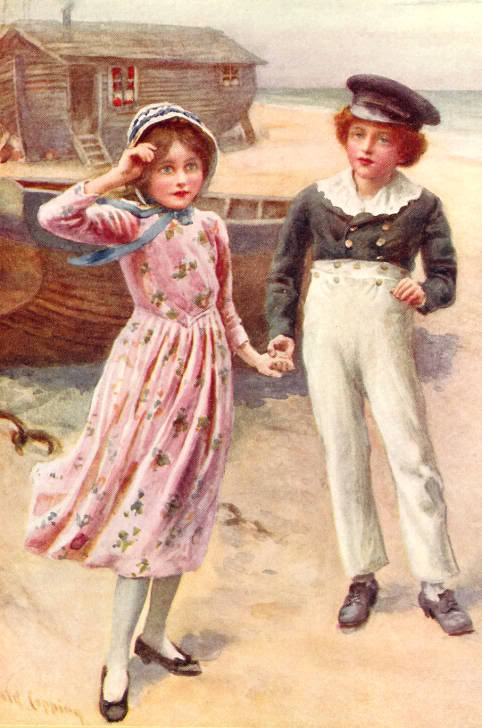
Emily e David sulla spiaggia

- Emily: Nipote di Peggotty nonché cugina di Ham, amica d'infanzia e poi primo amore infantile del giovane David, che la incontra per la prima volta mentre raccoglie conchiglie sulla spiaggia; fugge alla vigilia delle nozze col cugino Ham assieme a Steerforth, l'infido amico di David, dal quale viene però in seguito abbandonata. Non torna a casa perché si considera la colpevole d'aver disonorato il buon nome della famiglia. Ritrovata infine da Daniel a Londra, proprio quando si trovava sul punto d'esser costretta a prostituirsi. In modo che la giovane possa iniziar una nuova vita, lo zio prende la decisione d'emigrare con lei in Australia.

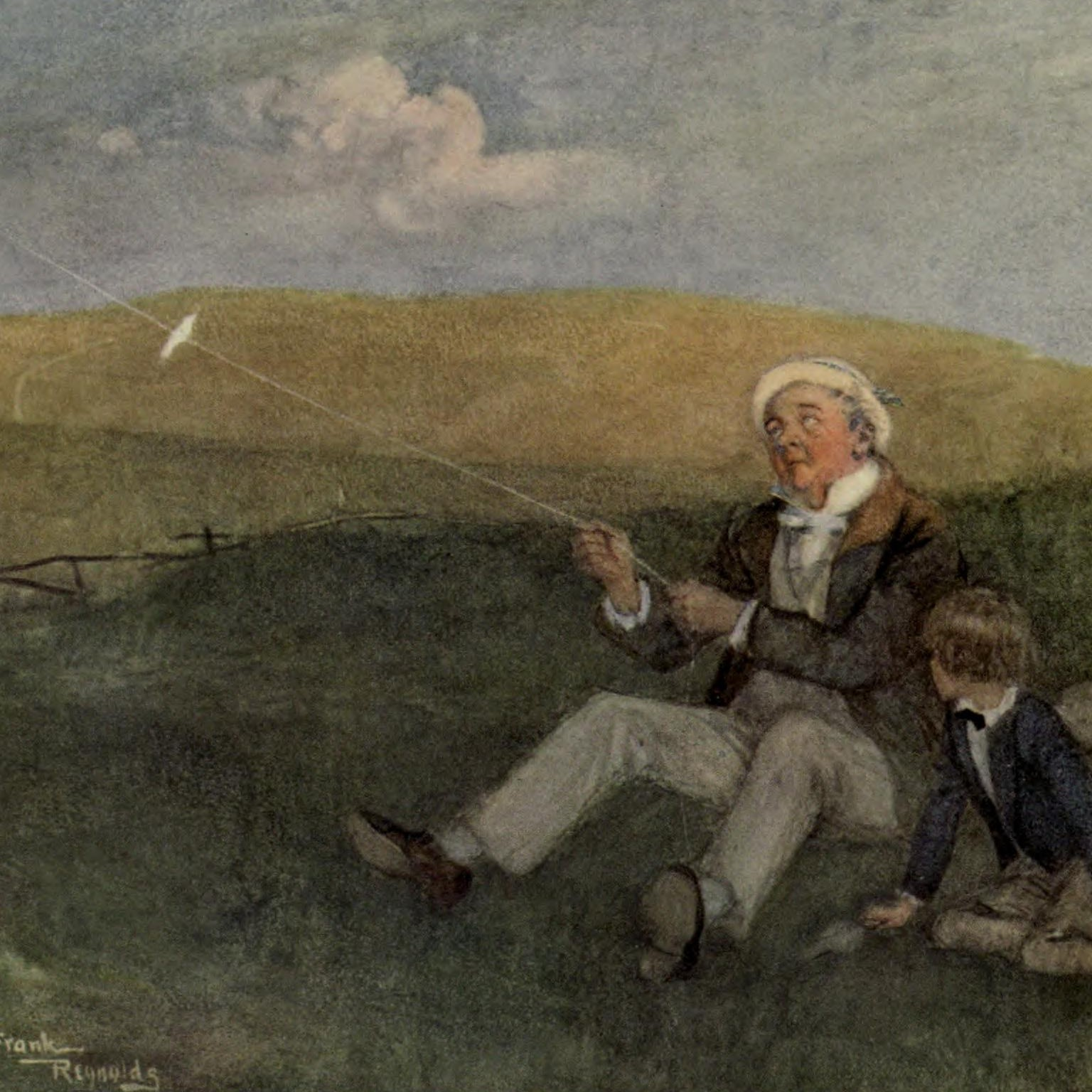
Il Signor Dick con l'aquilone assieme a David

- Mr. Dick (Richard Babley): Bizzarro inquilino (nonché cognato) di zia Betsey, per cui quest'ultima nutre un certo rispetto. Un po' squilibrato ma innocuo, piuttosto infantile e amabile, crede di avere i problemi di re Carlo I nella sua testa. Ha la passione di costruire giganteschi aquiloni ed è costantemente impegnato nella scrittura di un "memoriale", che però non è mai in grado di portar a termine. Nonostante questa sua superficiale follia, ampiamente descritta, egli è in grado di veder non solo i problemi che via via s'affacciano con notevole chiarezza e lucidità, ma dimostra anche di possedere un'intelligenza emotiva particolarmente acuta quando gli capita di dover aiutare i coniugi Strong in crisi matrimoniale. Estremamente onesto, si dimostra sempre esser un amico leale e fedele per David.

- Avvocato Wickfield: Legale amico di zia Betsey, presso il cui studio David fa pratica. Padre vedovo di Agnes, a cui è forse un po' eccessivamente legato; si sente in colpa per il fatto che, attraverso il suo amore, ha sempre tenuto troppo stretta vicino a sé la figlia: ciò lo porta a volte a lasciarsi andare a scolarsi intere bottiglie di Porto. Rischia di venire rovinato da Uriah Heep, suo contabile, che utilizza le debolezze del datore di lavoro per trascinarlo sempre più in basso, incoraggiandone l'alcolismo e i sensi di colpa; riesce anche a convincerlo d'aver commesso scorrettezze professionali mentre era preda dei fumi dell'alcol e comincia a ricattarlo. Viene salvato da Micawber ed alla fine i suoi amici ritengono che sia diventato, tramite la brutta esperienza, un uomo migliore.

- Agnes Wickfield (poi Copperfield): Unica ed amatissima figlia dell'avvocato Wickfield, presso il quale David abita temporaneamente; è sempre stata segretamente innamorata del giovane, inizialmente senza venir corrisposta, e rimarrà per anni esclusivamente una buona amica e consigliera. Bramata dall'intrigante e menzognero assistente del padre, Uriah Heep, viene "salvata" grazie all'aiuto di David e dei suoi amici Micawber e Traddles. Dopo esser tornato in Inghilterra, David finalmente realizza i suoi sentimenti per lei: Agnes diventa così la sua seconda moglie e madre dei loro figli.

- Dora Spenlow (poi Copperfield): Frivola ma buona moglie di David, figlia del suo datore di lavoro Spenlow: di carattere semplice, facile alle risa e alle lacrime, infantilmente affezionata ad un fastidioso cagnolino di nome Jip. Descritta come del tutto inadatta alla vita pratica e abbastanza inetta nella gestione di famiglia, ha molte somiglianze con la madre di David. Muore dopo pochi anni dal matrimonio a causa di un aborto spontaneo da cui non si riprende più, gettando il marito in uno stato di acuta depressione.

### Altri personaggi minori
- Dottor Chillip: Medico che assiste alla nascita di David; annuncia a Betsey Trotwood che il bambino di Clara è un maschio, notizia che causerà una gran delusione alla donna, di cui dovrà affrontare tutta l'ira e la rabbia.

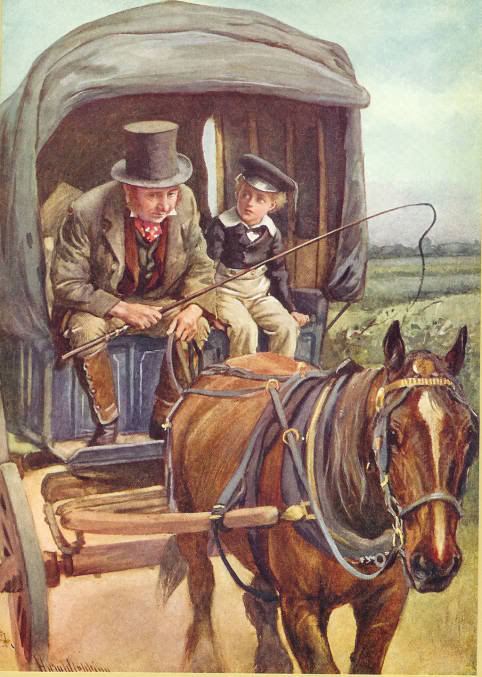
Barkis conduce in carrozza David a Yarmouth

- Barkis: Avaro ma buono cocchiere, che spesso trasporta David fino alla nave-abitazione dei Peggotty, sposa Peggotty dopo un lungo ed assiduo corteggiamento. Nasconde le sue ricchezze dentro una scatola di vecchi vestiti; muore una decina d'anni più tardi lasciando tutto in eredità alla moglie.
- Preside Creakle: Severissimo e violento direttore del collegio in cui studiano David, Steerforth e Traddles, è un vecchio conoscente di Murdstone. È sposato ed ha una figlia. Spesso frusta nel suo ufficio gli alunni per un nonnulla. Oltre a ciò, David ne ricorda il fatto che è incapace di parlare a voce alta e gli si gonfiano le vene del collo ogni volta che ci prova, per cui ha bisogno di un interprete. Sorprendentemente userà tatto e delicatezza per dare a David la notizia della prematura dipartita della madre. Più tardi diventa magistrato del Middlesex, dove si considera un illuminato; per i metodi che attua all'interno delle prigioni, viene ritratto con grande sarcasmo. Due dei suoi detenuti considerati modelli ed esempio per gli altri, Heep e Littimer, pur non mostrando alcun cambiamento effettivo nel loro carattere, riescono tuttavia ad ingannarlo completamente, il quale crede così fermamente nel loro avvenuto autentico pentimento.
- Tungay: L'uomo con una gamba sola assistente personale di Creakle a Salem House. Responsabile della manutenzione, odia gli studenti ed è felice quando questi vengono picchiati dal preside.
- Mr. Mell: Maestro della scuola di Salem House frequentata da David durante l'infanzia. A causa delle rivelazioni di Steerforth circa la sua umile condizione (che lo costringe a mantenere la madre in un ospizio) viene allontanato dalla scuola, con dispiacere di David, con cui aveva instaurato un buon rapporto (era stato l'unico insegnante a mostrarsi gentile con lui). Se ne risente parlare a sorpresa nelle ultime pagine del romanzo: David legge sul giornale che l'uomo, emigrato in terra australiana, è ora uno stimato professore in una scuola privata.
- Mr. Sharp: Insegnante di Salem House diretto superiore di Mell. Apparentemente debole sia di salute che di carattere, cammina sempre pendendo da un lato, come se avesse la testa troppo pesante; ha inoltre un gran naso.
- Miss Lavinia e Miss Clarissa Spenlow: Sorelle zitelle di Mr Spenlow e quindi zie di Dora. Sono due vecchiette tranquille e posate (David le paragona più volte a degli uccellini) che ospitano per un breve periodo la nipote dopo il decesso del padre. Miss Lavinia, la maggiore, è la più romantica e ha più stima dei due amanti mentre Miss Clarissa, la minore, è al comando delle operazioni domestiche ed è quella più razionale.
- Littimer: Maggiordomo ossequioso ma traditore di Steerforth, sembra in apparenza estremamente rispettabile; il suo aiuto è fondamentale per la riuscita nel tentativo di seduzione di Emily. Organizza poi la fuga all'estero di James con la ragazza; in seguito finisce in prigione per appropriazione indebita e i suoi modi garbati gli permettono di divenir uno dei prigionieri modello di Creakle.
- Miss Mowcher: Parrucchiera esperta amica di Steerforth, molto bassa di statura (è affetta da nanismo), è una pettegola arguta e loquace. Contribuisce in modo decisivo alla cattura di Littimer, che aveva sottratto denaro al padrone prima della fuga all'estero.
- Mrs. Steerforth: Ricca madre vedova di James. Donna molto orgogliosa e arrogante, ama e stravede per suo figlio, fino al punto da rimaner completamente cieca di fronte ai suoi difetti. Quando James disonora la famiglia Peggotty seducendo la giovane Emily, lei incolperà la ragazza d'avergli "corrotto" il figlio; la notizia finale della morte di James sembra distruggerla completamente dal dolore, tanto da non esser più capace di riprendersi. Alla fine diventerà completamente pazza e incapace di riconoscere chiunque.
- Rosa Dartle: Cugina di James Steerforth che vive con la madre di quest'ultimo, è un'amara e sarcastica zitella. Estremamente magra, porta impressa sulle labbra una cicatrice causatagli da James durante una delle sue violente collere da bambino. Porta anche serrato dentro sé un amore segreto per l'amico d'infanzia, mentre odia follemente Emily per averglielo rubato e la madre di lui per averlo corrotto.
- Ham: Nipote bonario e un po' sempliciotto di Peggotty, è un'ottima persona nonché un solerte lavoratore: è il fidanzato ufficiale di Emily, prima che lei lo abbandoni per scappare con Steerforth. Muore tragicamente in mare nel tentativo di salvare un naufrago, che poi si rivela essere proprio questo ex amico di David.
- Mrs. Gummidge: Vedova di un marinaio amico e socio di Daniel morto in mare; è accolta e sostenuta da questi dopo la perdita del marito. Ella descrive se stessa come una creatura sola e derelitta, passando il tempo a lamentarsi e struggersi. Ma dopo la fuga di Emily con Steerforth cambia radicalmente il suo comportamento: rinuncia alla sua continua autocommiserazione diventando la principale consolatrice di Ham. Anche lei alla fine emigra in Australia e ricevuta lì una proposta di matrimonio, risponde all'uomo tirandogli contro un secchio.
- Martha Endell: Giovane ragazza di pessima reputazione - è additata come prostituta - che aiuta Daniel Peggotty a ritrovare sua nipote Emily, di cui è amica. Dalla disperazione aveva pensato al suicidio ma, alla fine della storia emigra in Australia con Emily, Daniel e Mrs Gummidge e si rifà una vita, sposandosi e vivendo felice.
- Janet: La giovane domestica di zia Betsey. È abituata alle stramberie della padrona e esegue le faccende domestiche con tranquillità. Quando zia Betsey si trasferirà da David, ella affitterà il cottage e sposerà un oste (con gioia della vecchia). È descritta come una diciottenne molto carina.
- Mr. Spenlow: Padre di Dora, avvocato e datore di lavoro di David all'ufficio del procuratore. Muore improvvisamente per un attacco di cuore mentre si trova alla guida della sua carrozza; dopo di che si scopre che era fortemente indebitato.
- Mr. Jorkins: Partner di Spenlow, viene usato da quest'ultimo come capro espiatorio per qualsiasi decisione impopolare che si trovi costretto a prendere, facendolo passare per un tiranno inflessibile, quando invece nella realtà dei fatti non è altri che una nullità mite e timida del tutto incapace d'agire.
- Julia Mills: Intima amica di Dora Spenlow, aiuta David a mantenersi in contatto con Dora attraverso lettere clandestine. Si trasferisce successivamente in India con il padre.
- Mr. Strong: Preside della scuola di Canterbury frequentata da David, che gli fa visita in varie occasioni. È di età molto più avanzata rispetto alla moglie e ciò gli causa insicurezza; Heep giungerà a sfruttar tali paure per guadagnar potere sopra di lui. Emergerà alla fine che la fiducia nei riguardi della moglie era ben riposta.
- Anna (Annie) Strong: Giovane moglie di Mr Strong. Viene accusata di tradimento in quanto sospettata d'intrattener una relazione con Jack Maldon, ipotesi questa che si rivela in seguito del tutto infondata. Quando gli amici cercano di convincer Strong del pericolo rappresentato da Maldon, egli ancora si rifiuta di credere che la moglie abbia ceduto alla tentazione.
- Jack Maldon: Cugino e amico di infanzia di Anna Strong, affascinante ma piuttosto dissoluto. Innamorato di lei cerca di allontanarla dal marito.
- Mrs. Markleham: Madre di Annie, soprannominata "il vecchio soldato" da parte degli studenti di Mr. Strong a causa della sua cocciutaggine. Cerca di trar vantaggio pecuniario dal genero in ogni modo possibile, anche a discapito della felicità della figlia..l
- Mrs. Heep: Madre di Uriah, di carattere servile come il figlio, instillando in lui per tutta la vita la tattica di fingere benevolenza al solo scopo di raggiungere i propri obiettivi.
- Sophy Crewler: Moglie di Tommy. Figlia di un pastore con una numerosa famiglia, si rivela una brava massaia e una moglie adorabile contentandosi di vivere con i pochi beni del marito e continuando a prendersi cura delle sorelle più giovani.
- Mrs. Crupp: Padrona di casa di David quando questi risiede a Londra, particolarmente appassionata di grappa e cognac a basso costo.
- Omer e Joram: I becchini dell'omonima impresa funebre che porta i loro nomi.

## La fortuna diDavid Copperfield

### L'apprezzamento diDavid Copperfield
Lev Tolstoj, che considerava Dickens il migliore di tutti i romanzieri inglesi, dichiarò che "David Copperfield" era il suo romanzo riuscito meglio; Henry James ricordò di amare sentirlo leggere da sua madre nascosto sotto un tavolino; Fëdor Dostoevskij rimase affascinato dalla sua lettura nel campo di prigionia in Siberia; Franz Kafka definì il suo libro "America" "una pura imitazione" di esso; James Joyce espresse il suo rispetto per questo romanzo nel suo libro "Ulisse"; Virginia Woolf, che non aveva normalmente una grande considerazione per Dickens, confessò il valore di questo romanzo, che racconta "i miti e le memorie della vita"; esso era inoltre il romanzo preferito di Sigmund Freud.

### Nella cultura di massa
Vari personaggi famosi presero spunto dal nome dei personaggi di David Copperfield: è il caso del gruppo hard rock Uriah Heep e dell'illusionista David Copperfield.

### Adattamenti cinematografici e televisivi
Dal romanzo sono stati tratti numerosi film per il cinema, sceneggiati e miniserie per la televisione. Poiché la storia ripercorre per intero la vita del protagonista, dall'infanzia alla maturità, il personaggio richiede di norma l'impiego di un attore bambino e di un attore adulto:
- David Copperfield - film (USA, 1911), diretto da Theodore Marston - Il primo David bambino è una ragazzina di 13 anni (Flora Foster), mentre Ed Genung è il David ormai adulto.
- David Copperfield - film (GB, 1913), diretto da Thomas Bentley - Il primo lungometraggio impiega ben tre attori per il ruolo protagonistico: Reginald Sheffield (David bambino), Len Bethel (il giovane David), e Kenneth Ware (David adulto).
- David Copperfield - film (Danimarca, 1922), diretto da Gerhard Berger - Due gli attori impiegati in questa versione: il piccolo Martin Herzberg e Gorm Schmidt.
- David Copperfield - film (USA, 1935), diretto da George Cukor - La prima versione sonora riscosse un enorme successo, grazie soprattutto all'interpretazione di Freddie Bartholomew (David bambino), sostenuto da un cast d'eccezione, inclusi Edna May Oliver (Zia Betsey), W.C. Fields (Micawber), Basil Rathbone (Mr. Murdstone), Lionel Barrymore (Dan Peggotty) e altri, mentre più nell'ombra rimane il David adulto di Frank Lawton.
- David Copperfield - sceneggiato televisivo (USA, 1954), diretto da Norman Felton - Il primo sceneggiato televisivo è trasmesso in 2 puntate negli Stati Uniti il 20 e 27 dicembre 1954 nella serie Robert Montgomery Presents. È l'unico adattamento ad impiegare un solo attore, il diciottenne David Cole, a interpretare il ruolo di David ragazzo e adulto.
- David Copperfield - sceneggiato televisivo (GB, 1956), diretto da Stuart Burge - Molto più complesso e dettagliato è lo sceneggiato televisivo, prodotto dalla BBC e trasmesso in 13 puntate tra il 28 settembre e il 21 dicembre 1956. Per la parte del protagonista si tornano ad impiegare due attori: il piccolo Leonard Cracknell e Robert Hardy.
- David Copperfield - sceneggiato televisivo (Brasile, 1958)
- David Copperfield - mini-serie TV (GB, 1958-59) - Lo sceneggiato televisivo è trasmesso in 6 puntate nel 1958-59 nella serie Fredric March Presents Tales from Dickens. La coppia di attori protagonisti è formato dal piccolo Martin Stephens e da William Russell.
- David Copperfield - sceneggiato televisivo (Francia, 1965), diretto da Marcel Cravenne - La televisione francese, nella serie Le théâtre de la jeunesse, presenta come protagonisti due dei suoi migliori attori: il piccolo Didier Haudepin e Bernard Verley.
- David Copperfield - sceneggiato televisivo (Italia, 1965), diretto da Anton Giulio Majano, distribuito da Rai Trade in DVD nel 2008 - Anche la televisione italiana mette in campo in questo sceneggiato in 8 puntate una coppia di celebri attori nel ruolo del protagonista: il piccolo Roberto Chevalier e Giancarlo Giannini.
- David Copperfield - miniserie televisiva (GB-USA 1999), diretta da Simon Curtis - Coproduzione anglo-americana BBC-PBS, in due puntate, interpretata dal piccolo Daniel Radcliffe e da Ciarán McMenamin.
- David Copperfield - miniserie televisiva (Irlanda-USA 2000), diretta da Peter Medak - Il piccolo Max Dolby e Hugh Dancy interpretano il ruolo del protagonista in questo sceneggiato in tre puntate.
- David Copperfield - miniserie televisiva (Italia, 2009), diretta da Ambrogio Lo Giudice - La coppia di attori protagonisti è formata dal piccolo Christian Frasacco e da Giorgio Pasotti.
- La vita straordinaria di David Copperfield (The Personal History of David Copperfield), regia di Armando Iannucci (2019).

## Edizioni italiane
- trad. di G.A. Piucco, Sanvito, 1859.
- trad. Anonima, Milano, Fratelli Treves, 1906.
- trad. di Silvio Spaventa Filippi, Milano, Istituto Editoriale Italiano, 1914; Milano, Sonzogno, 1925 (con introduzione di A.C. Swinburne); Milano, Bietti, 1928.
- a cura di E. Jona, Milano, Federazione italiana delle biblioteche popolari, 1920.
- trad. di Francesco Chimenti, Firenze, La Nuova Italia, 1930. (edizione ridotta a cura di Giovanni Modugno)
- a cura di Maria Mannucci, Milano, Signorelli, 1932. (edizione ridotta)
- trad. di Gian Dàuli, Milano, Aurora, 1934; Milano, Lucchi, 1965.
- trad. di Milly Dandolo, Torino, UTET, 1934. (edizione ridotta, con illustrazioni di Gustavino)
- trad. di Alda Bois, Milano, Bietti, 1936.
- trad. di Enrico Piceni, Milano, Mondadori, 1939; Collana Oscar, Mondadori, 1965, 1989-2023 [con introduzione di Franco Garnero, e due saggi di Harold Bloom (1987) e Virginia Woolf (1985)].
- trad. e introduzione di Cesare Pavese, Torino, Giulio Einaudi Editore, 1939-2023; Milano, Mondadori, 1967; Firenze, Giunti, 1988.
- trad. di Rosa Adler, Barion, 1941; Milano, Ugo Mursia Editore, 1965 (con introduzione di Felicina Rota)
- a cura di Francesco Perri, Milano, Genio, 1950 (edizione ridotta)
- trad. di Carlo De Mattia, Milano, Carroccio, 1951 (con illustrazioni di Angelo Bioletto)
- trad. di Eugenio Pilla, Milano, La Sorgente, 1951 (edizione ridotta)
- trad. di Dina McArthur Rebucci, Brescia, La Scuola, 1951 (edizione ridotta)
- trad. di Margherita Brambilla Pisoni, Milano, Vallardi, 1952 (edizione ridotta)
- a cura di Ada Marchesini Gobetti, Paoline, 1952 (edizione ridotta)
- a cura di Giovanna de Ficchy, Torino, UTET, 1954
- trad. di Elena Beccarini Crescenzi, Firenze, Vallecchi, 1954; 1968 (a cura di Daniele Pucci); Novara, De Agostini, 1982
- trad. di Frida Ballini, Milano, Fratelli Fabbri Editori, 1955
- a cura di Anny, Bologna, Malipiero, 1955 (edizione ridotta)
- trad. di Oriana Previtali, Milano, BUR-Rizzoli, 1957; 2005-2020 (con un saggio di Mario Praz)
- trad. di Rita Banti, Firenze, Adriano Salani Editore, 1957 (con illustrazioni Remo Squillantini)
- trad. di A. Bellezza Migliarini, Boschi, Milano 1957 (edizione ridotta)
- trad. di Grazia Ambrosi Tadolini, Capitol, Bologna 1957 (edizione ridotta, con illustrazioni di Ettore Brighenti)
- trad. di Rina Tillier e Italo Grange, SEI, Torino 1961 (edizione ridotta)
- a cura di Arturo Carbonetto, Firenze, La Nuova Italia, 1964 (edizione ridotta)
- trad. di Franco Prattico, Prefazione di Carlo Bo, Roma, Editori Riuniti, 1966; Introduzione di Mario Martino, Roma, Newton Compton, 2004.
- a cura di Gioacchino Grasso, Messina, Casa Editrice D'Anna, 1968 (edizione ridotta)
- a cura di Ada Marchesini Gobetti, Firenze, La Nuova Italia, 1968 (edizione ridotta)
- a cura di Cesare Pozzi, Novara, De Agostini, 1969 (con prefazione di Silvio Locatelli)
- a cura di Maria Sembeni, Bologna, Malipiero, 1969 (edizione ridotta)
- trad. di Giacomo N. Briano, a cura di Olga Gillone De Divitiis, Torino, SAIE, 1972 (edizione ridotta)
- trad. di Ugo Dettore, Milano, Garzanti Libri, 1977 (con introduzione di Piergiorgio Bellocchio)
- trad. di Elisabetta Missaglia, Milano, Edizioni Accademia, 1983 (Edizione ridotta)
- trad. di Bruno Oddera, Milano, Mondadori, 1985
- trad. di Elisabetta Missaglia, Marietti, 1987 (edizione ridotta a cura di Mariangela Peghetti)
- trad. di Elvira Gerosa, Milano, Lito, 1995 (con illustrazioni di Alvaro Maraini)
- trad. di Lucia Simonin, Novara, De Agostini, 1999 (edizione ridotta); 2009 (nuova ed.)
- trad. di Alessandra Osti, Roma, Gruppo editoriale L'Espresso, 2003 (allegato a la Repubblica, con introduzione di Carlo Pagetti)
- trad. e Introduzione di Michela Marroni, Postfazione di Enrico Terrinoni, Collana UEF. I Classici, Milano, Feltrinelli, 2023, ISBN 978-88-079-0442-4.

## Galleria d'immagini

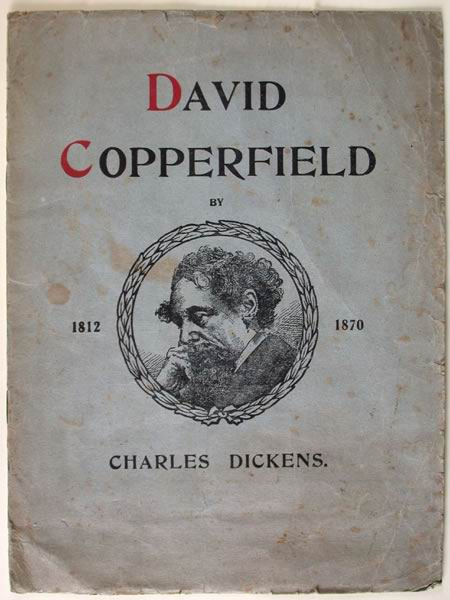
Frontespizio di una vecchia edizione del romanzo.
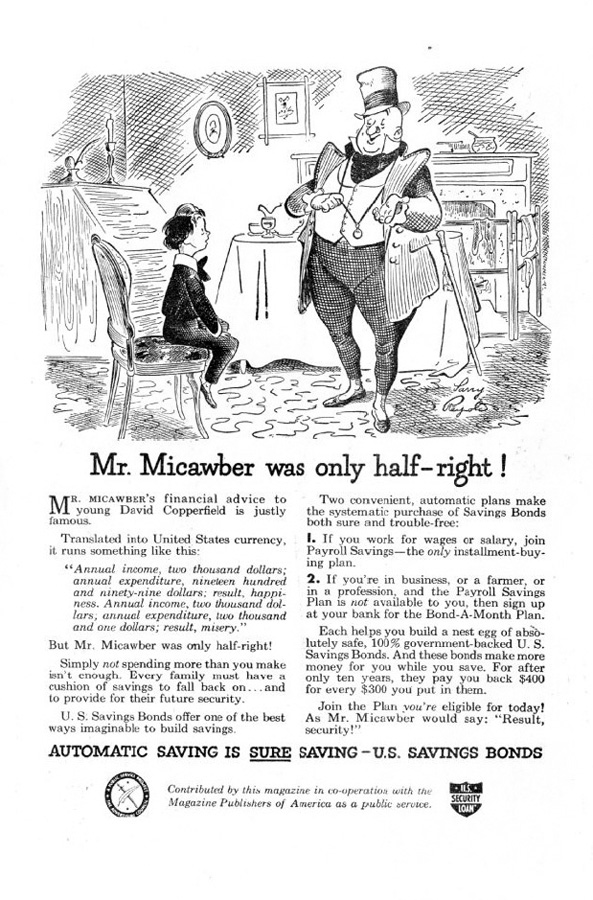
Pagina di un fumetto comico del 1948 tratto dal romanzo.
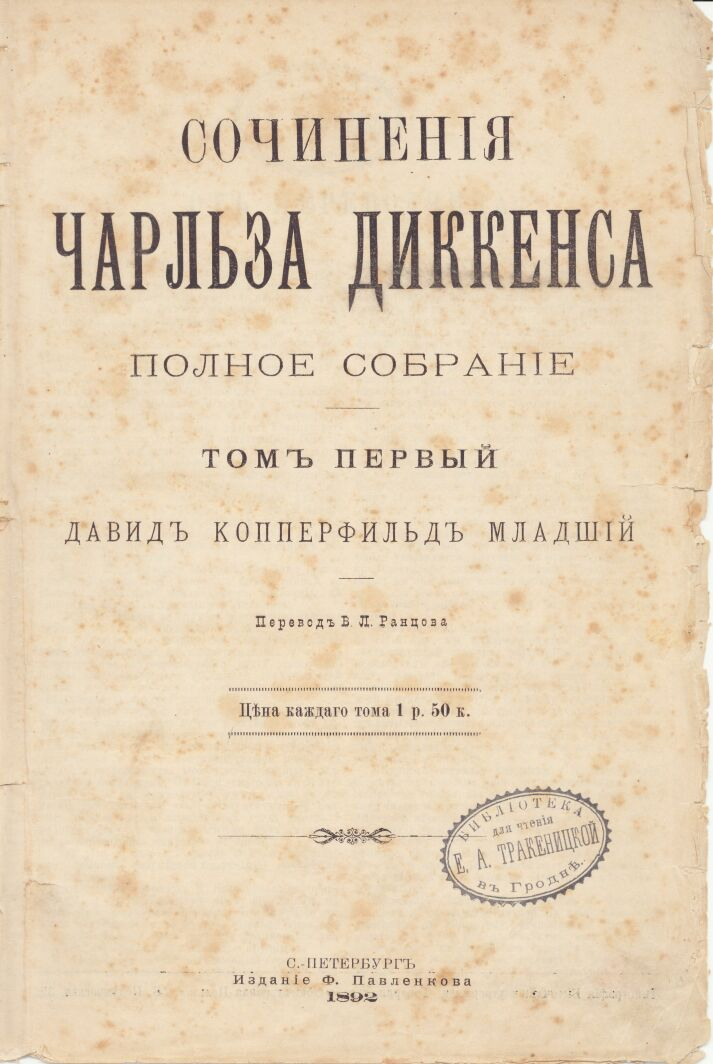
Frontespizio (1892) di un'edizione russa del libro, stampato in molti paesi.
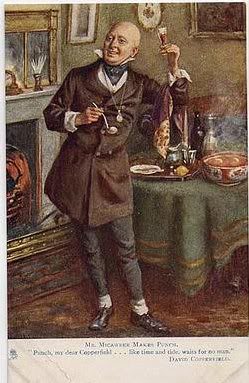
Il Signor Micawber